# Bundestagswahlkreis Altötting
Der Bundestagswahlkreis Altötting (Wahlkreis 211; bis zur Bundestagswahl 2021 Wahlkreis 212) ist seit 1949 ein Wahlkreis in Bayern. Er umfasst die Landkreise Altötting und Mühldorf am Inn.

## Wahlergebnisse

### Bundestagswahl 2025
Zur Bundestagswahl 2025 am 23. Februar wurden 9 Direktkandidaten und 17 Landeslisten zugelassen:
| Kandidaten        | Kandidaten                 | Parteien/Listen     | Erststimmen | Erststimmen | Zweitstimmen | Zweitstimmen |
| Kandidaten        | Kandidaten                 | Parteien/Listen     | Stimmen     | %           | Stimmen      | %            |
| ----------------- | -------------------------- | ------------------- | ----------- | ----------- | ------------ | ------------ |
|                   | Stephan Mayergewählt im WK | CSU                 | 60.164      | 43,9        | 54.393       | 39,6         |
|                   | Jürgen Fernengel           | SPD                 | 11.870      | 8,7         | 11.493       | 8,4          |
|                   | Peter Biela                | GRÜNE               | 10.399      | 7,6         | 10.713       | 7,8          |
|                   | Sandra Bubendorfer-Licht   | FDP                 | 4.037       | 2,9         | 4.887        | 3,6          |
|                   | Andreas Wahrlich           | AfD                 | 32.226      | 23,5        | 33.187       | 24,2         |
|                   | Klaus Hamal                | FREIE WÄHLER        | 8.638       | 6,3         | 7.504        | 5,5          |
|                   | Julia Weisenberger         | LINKE               | 5.867       | 4,3         | 6.212        | 4,5          |
|                   | Hans Josef Schiffbahn      | dieBasis            | 1.580       | 1,2         | 800          | 0,6          |
|                   | -                          | Tierschutzpartei    | –           | –           | 1.057        | 0,8          |
|                   | -                          | Die PARTEI          | –           | –           | 501          | 0,4          |
|                   | Martin Antwerpen           | ÖDP                 | 2.187       | 1,6         | 839          | 0,6          |
|                   | -                          | BP                  | –           | –           | 340          | 0,2          |
|                   | -                          | Volt                | –           | –           | 550          | 0,4          |
|                   | –                          | PdH                 | –           | –           | 88           | 0,1          |
|                   | -                          | MLPD                | –           | –           | 28           | 0,0          |
|                   | –                          | BÜNDNIS DEUTSCHLAND | –           | –           | 114          | 0,1          |
|                   | -                          | BSW                 | –           | –           | 4.548        | 3,3          |
| Gesamt            | Gesamt                     | Gesamt              | 136.968     | 100         | 137.254      | 100          |
|                   |                            |                     |             |             |              |              |
| Ungültige Stimmen | Ungültige Stimmen          | Ungültige Stimmen   | 743         | 0,5         | 457          | 0,3          |
| Wähler            | Wähler                     | Wähler              | 137.711     | 82,0        | 137.711      | 82,0         |
| Wahlberechtigte   | Wahlberechtigte            | Wahlberechtigte     | 167.997     |             | 167.997      |              |

Kursive Direktkandidaten kandidieren nicht für die Landesliste, kursive Parteien treten ohne Landesliste an.

### Bundestagswahl 2021
Zur Bundestagswahl 2021 am 26. September wurden 10 Direktkandidaten und 26 Landeslisten zugelassen.
| Kandidaten                                            | Kandidaten                 | Parteien/Listen      | Erststimmen | Erststimmen | Zweitstimmen | Zweitstimmen |
| Kandidaten                                            | Kandidaten                 | Parteien/Listen      | Stimmen     | %           | Stimmen      | %            |
| ----------------------------------------------------- | -------------------------- | -------------------- | ----------- | ----------- | ------------ | ------------ |
|                                                       | Stephan Mayergewählt im WK | CSU                  | 55.693      | 43,3        | 44.060       | 34,2         |
|                                                       | Annette Heidrich           | SPD                  | 14.620      | 11,4        | 18.309       | 14,2         |
|                                                       | Klaus Lang                 | AfD                  | 14.220      | 11,1        | 13.940       | 10,8         |
|                                                       | Sandra Bubendorfer-Licht   | FDP                  | 9.245       | 7,2         | 13.298       | 10,3         |
|                                                       | Christoph Arz              | GRÜNE                | 11.145      | 8,7         | 12.248       | 9,5          |
|                                                       | Sebastian Max Misselhorn   | Die Linke            | 3.155       | 2,5         | 2.769        | 2,2          |
|                                                       | Ilse Ertl                  | FREIE WÄHLER         | 13.049      | 10,2        | 14.857       | 11,5         |
|                                                       | Bernhard Suttner           | ÖDP                  | 2.509       | 2,0         | 1.302        | 1,0          |
|                                                       | -                          | Tierschutzpartei     | –           | –           | 1.396        | 1,1          |
|                                                       | Simon Wahl                 | BP                   | 1.416       | 1,1         | 881          | 0,7          |
|                                                       | –                          | Die PARTEI           | –           | –           | 872          | 0,7          |
|                                                       | -                          | PIRATEN              | –           | –           | 389          | 0,3          |
|                                                       | –                          | NPD                  | –           | –           | 103          | 0,1          |
|                                                       | –                          | V-Partei³            | –           | –           | 106          | 0,1          |
|                                                       | –                          | Gesundheitsforschung | –           | –           | 165          | 0,1          |
|                                                       | -                          | MLPD                 | –           | –           | 19           | 0,0          |
|                                                       | –                          | DKP                  | –           | –           | 15           | 0,0          |
|                                                       | Edgar Hans Jürgen Siemund  | dieBasis             | 3.509       | 2,7         | 3.003        | 2,3          |
|                                                       | –                          | Bündnis C            | –           | –           | 55           | 0,0          |
|                                                       | –                          | III. Weg             | –           | –           | 50           | 0,0          |
|                                                       | -                          | du.                  | –           | –           | 53           | 0,0          |
|                                                       | -                          | LKR                  | –           | –           | 24           | 0,0          |
|                                                       | -                          | Die Humanisten       | –           | –           | 94           | 0,1          |
|                                                       | –                          | Team Todenhöfer      | –           | –           | 334          | 0,3          |
|                                                       | -                          | UNABHÄNGIGE          | –           | –           | 222          | 0,2          |
|                                                       | –                          | Volt                 | –           | –           | 196          | 0,2          |
| Gesamt                                                | Gesamt                     | Gesamt               | 128.561     | 100         | 128.760      | 100          |
|                                                       |                            |                      |             |             |              |              |
| Ungültige Stimmen                                     | Ungültige Stimmen          | Ungültige Stimmen    | 880         | 0,7         | 681          | 0,5          |
| Wähler                                                | Wähler                     | Wähler               | 129.441     | 76,7        | 129.441      | 76,7         |
| Wahlberechtigte                                       | Wahlberechtigte            | Wahlberechtigte      | 168.656     |             | 168.656      |              |
|                                                       |                            |                      |             |             |              |              |
| Quellen: Die Bundeswahlleiterin, Kandidaten – Stimmen |                            |                      |             |             |              |              |

Kursive Direktkandidaten kandidieren nicht für die Landesliste, kursive Parteien sind nicht Teil der Landesliste.

### Bundestagswahl 2017
Zur Bundestagswahl 2017 am 24. September wurden 7 Direktkandidaten und 21 Landeslisten zugelassen.
Der Vorsprung von 41,4 Prozent bzw. 51.988 Stimmen zwischen dem erstplatzierten Mayer und dem zweitplatzierten Multusch ist der größte Vorsprung in allen 299 Bundestagswahlkreisen.
| Kandidaten                                            | Kandidaten                 | Parteien/Listen      | Erststimmen | Erststimmen | Zweitstimmen | Zweitstimmen |
| Kandidaten                                            | Kandidaten                 | Parteien/Listen      | Stimmen     | %           | Stimmen      | %            |
| ----------------------------------------------------- | -------------------------- | -------------------- | ----------- | ----------- | ------------ | ------------ |
|                                                       | Stephan Mayergewählt im WK | CSU                  | 68.435      | 54,5        | 55.417       | 44,0         |
|                                                       | Annette Heidrich           | SPD                  | 15.479      | 12,3        | 15.511       | 12,3         |
|                                                       | Peter Uldahl               | GRÜNE                | 7.584       | 6,0         | 8.608        | 6,8          |
|                                                       | Sandra Bubendorfer-Licht   | FDP                  | 7.070       | 5,6         | 11.209       | 8,9          |
|                                                       | Oliver Multusch            | AfD                  | 16.486      | 13,1        | 18.330       | 14,6         |
|                                                       | Erich Utz                  | DIE LINKE            | 6.060       | 4,8         | 6.659        | 5,3          |
|                                                       | –                          | FREIE WÄHLER         | –           | –           | 3.172        | 2,5          |
|                                                       | –                          | PIRATEN              | –           | –           | 422          | 0,3          |
|                                                       | Elisabeth Sieber           | ÖDP                  | 3.637       | 2,9         | 1.685        | 1,3          |
|                                                       | –                          | BP                   | –           | –           | 1.718        | 1,4          |
|                                                       | –                          | NPD                  | –           | –           | 295          | 0,2          |
|                                                       | –                          | Tierschutzpartei     | –           | –           | 1.078        | 0,9          |
|                                                       | –                          | MLPD                 | –           | –           | 13           | 0,0          |
|                                                       | Franz Maier                | Büso                 | 787         | 0,6         | 136          | 0,1          |
|                                                       | –                          | BGE                  | –           | –           | 130          | 0,1          |
|                                                       | –                          | DiB                  | –           | –           | 127          | 0,1          |
|                                                       | –                          | DKP                  | –           | –           | 9            | 0,0          |
|                                                       | –                          | DM                   | –           | –           | 216          | 0,2          |
|                                                       | –                          | Die PARTEI           | –           | –           | 814          | 0,6          |
|                                                       | –                          | Gesundheitsforschung | –           | –           | 176          | 0,1          |
|                                                       | –                          | V-Partei³            | –           | –           | 185          | 0,1          |
| Gesamt                                                | Gesamt                     | Gesamt               | 125.538     | 100         | 125.910      | 100          |
|                                                       |                            |                      |             |             |              |              |
| Ungültige Stimmen                                     | Ungültige Stimmen          | Ungültige Stimmen    | 1.248       | 1,0         | 876          | 0,7          |
| Wähler                                                | Wähler                     | Wähler               | 126.786     | 75,4        | 126.786      | 75,4         |
| Wahlberechtigte                                       | Wahlberechtigte            | Wahlberechtigte      | 168.221     |             | 168.221      |              |
|                                                       |                            |                      |             |             |              |              |
| Quellen: Die Bundeswahlleiterin, Kandidaten – Stimmen |                            |                      |             |             |              |              |

### Bundestagswahl 2013
| Kandidaten                                            | Kandidaten                 | Parteien/Listen     | Erststimmen | Erststimmen | Zweitstimmen | Zweitstimmen |
| Kandidaten                                            | Kandidaten                 | Parteien/Listen     | Stimmen     | %           | Stimmen      | %            |
| ----------------------------------------------------- | -------------------------- | ------------------- | ----------- | ----------- | ------------ | ------------ |
|                                                       | Stephan Mayergewählt im WK | CSU                 | 72.915      | 65,8        | 64.998       | 58,6         |
|                                                       | Annette Heidrich           | SPD                 | 15.921      | 14,4        | 16.797       | 15,2         |
|                                                       | Ullrich Kastner            | FDP                 | 2.293       | 2,1         | 4.365        | 3,9          |
|                                                       | Sofie Voit                 | GRÜNE               | 6.030       | 5,4         | 6.394        | 5,8          |
|                                                       | Alexander Lebedew          | DIE LINKE           | 2.832       | 2,6         | 3.241        | 2,9          |
|                                                       | Frank Zimmermann           | PIRATEN             | 2.318       | 2,1         | 1.902        | 1,7          |
|                                                       | –                          | NPD                 | –           | –           | 702          | 0,6          |
|                                                       | –                          | ÖDP                 | –           | –           | 1.349        | 1,2          |
|                                                       | –                          | REP                 | –           | –           | 541          | 0,5          |
|                                                       | –                          | Bündnis 21/RRP      | –           | –           | 39           | 0,0          |
|                                                       | –                          | BP                  | –           | –           | 1.485        | 1,3          |
|                                                       | –                          | Tierschutzpartei    | –           | –           | 759          | 0,7          |
|                                                       | Friedrich Albert Leiminer  | DIE VIOLETTEN       | 654         | 0,6         | 350          | 0,3          |
|                                                       | Franz Maier                | BüSo                | 388         | 0,3         | 116          | 0,1          |
|                                                       | –                          | MLPD                | –           | –           | 15           | 0,0          |
|                                                       | Lorenz Kreft               | AfD                 | 3.669       | 3,3         | 4.496        | 4,1          |
|                                                       | –                          | pro Deutschland     | –           | –           | 79           | 0,1          |
|                                                       | –                          | DIE FRAUEN          | –           | –           | 213          | 0,2          |
|                                                       | Andreas Altmann            | FREIE WÄHLER        | 3.841       | 3,5         | 2.884        | 2,6          |
|                                                       | –                          | PARTEI DER VERNUNFT | –           | –           | 136          | 0,1          |
| Gesamt                                                | Gesamt                     | Gesamt              | 110.861     | 100         | 110.861      | 100          |
|                                                       |                            |                     |             |             |              |              |
| Ungültige Stimmen                                     | Ungültige Stimmen          | Ungültige Stimmen   | 985         | 0,9         | 985          | 0,9          |
| Wähler                                                | Wähler                     | Wähler              | 111.846     | 66,9        | 111.846      | 66,9         |
| Wahlberechtigte                                       | Wahlberechtigte            | Wahlberechtigte     | 167.160     |             | 167.160      |              |
|                                                       |                            |                     |             |             |              |              |
| Quellen: Die Bundeswahlleiterin, Kandidaten – Stimmen |                            |                     |             |             |              |              |

### Bundestagswahl 2009
| Kandidaten                                          | Kandidaten                 | Parteien/Listen      | Erststimmen | Erststimmen | Zweitstimmen | Zweitstimmen |
| Kandidaten                                          | Kandidaten                 | Parteien/Listen      | Stimmen     | %           | Stimmen      | %            |
| --------------------------------------------------- | -------------------------- | -------------------- | ----------- | ----------- | ------------ | ------------ |
|                                                     | Stephan Mayergewählt im WK | CSU                  | 67.284      | 60,7        | 57.712       | 51,9         |
|                                                     | Werner Groß                | SPD                  | 16.724      | 15,1        | 14.831       | 13,3         |
|                                                     | Raffaela Bubendorfer       | FDP                  | 9.508       | 8,6         | 13.992       | 12,6         |
|                                                     | Peter Uldahl               | GRÜNE                | 8.477       | 7,7         | 8.923        | 8,0          |
|                                                     | Christian Peiker           | DIE LINKE            | 5.362       | 4,8         | 5.641        | 5,1          |
|                                                     | Markus Fridgen             | NPD                  | 2.045       | 1,8         | 1.347        | 1,2          |
|                                                     | –                          | REP                  | –           | –           | 1.086        | 1,0          |
|                                                     | –                          | FAMILIE              | –           | –           | 789          | 0,7          |
|                                                     | –                          | BP                   | –           | –           | 1.297        | 1,2          |
|                                                     | –                          | PBC                  | –           | –           | 99           | 0,1          |
|                                                     | Franz Maier                | BüSo                 | 1.369       | 1,2         | 309          | 0,3          |
|                                                     | –                          | MLPD                 | –           | –           | 20           | 0,0          |
|                                                     | –                          | CM                   | –           | –           | 143          | 0,1          |
|                                                     | –                          | DVU                  | –           | –           | 63           | 0,1          |
|                                                     | –                          | DIE VIOLETTEN        | –           | –           | 251          | 0,2          |
|                                                     | –                          | Die Tierschutzpartei | –           | –           | 650          | 0,6          |
|                                                     | –                          | ödp                  | –           | –           | 1.517        | 1,4          |
|                                                     | –                          | PIRATEN              | –           | –           | 1.896        | 1,7          |
|                                                     | –                          | RRP                  | –           | –           | 720          | 0,6          |
| Gesamt                                              | Gesamt                     | Gesamt               | 110.769     | 100         | 111.286      | 100          |
|                                                     |                            |                      |             |             |              |              |
| Ungültige Stimmen                                   | Ungültige Stimmen          | Ungültige Stimmen    | 1.738       | 1,5         | 1.221        | 1,1          |
| Wähler                                              | Wähler                     | Wähler               | 112.507     | 67,5        | 112.507      | 67,5         |
| Wahlberechtigte                                     | Wahlberechtigte            | Wahlberechtigte      | 166.775     |             | 166.775      |              |
|                                                     |                            |                      |             |             |              |              |
| Quellen: Der Bundeswahlleiter, Kandidaten – Stimmen |                            |                      |             |             |              |              |

### Bundestagswahl 2005
| Kandidaten                                          | Kandidaten                    | Parteien/Listen   | Erststimmen | Erststimmen | Zweitstimmen | Zweitstimmen |
| Kandidaten                                          | Kandidaten                    | Parteien/Listen   | Stimmen     | %           | Stimmen      | %            |
| --------------------------------------------------- | ----------------------------- | ----------------- | ----------- | ----------- | ------------ | ------------ |
|                                                     | Stephan Mayergewählt im WK    | CSU               | 79.539      | 64,7        | 71.871       | 58,3         |
|                                                     | Bastian Gerhard Höcketstaller | SPD               | 25.111      | 20,4        | 24.770       | 20,1         |
|                                                     | Georg Gafus                   | GRÜNE             | 6.451       | 5,2         | 6.894        | 5,6          |
|                                                     | Konrad Kammergruber           | FDP               | 5.514       | 4,5         | 10.413       | 8,4          |
|                                                     | –                             | REP               | –           | –           | 1.528        | 1,2          |
|                                                     | Stefan Heider                 | Die Linke.        | 3.006       | 2,4         | 3.328        | 2,7          |
|                                                     | Johann Unterstaller           | NPD               | 2.280       | 1,9         | 1.666        | 1,4          |
|                                                     | –                             | PBC               | –           | –           | 151          | 0,1          |
|                                                     | –                             | BP                | –           | –           | 971          | 0,8          |
|                                                     | –                             | DIE FRAUEN        | –           | –           | 266          | 0,2          |
|                                                     | –                             | GRAUE             | –           | –           | 381          | 0,3          |
|                                                     | Franz Maier                   | BüSo              | 1.020       | 0,8         | 271          | 0,2          |
|                                                     | –                             | FAMILIE           | –           | –           | 720          | 0,6          |
|                                                     | –                             | MLPD              | –           | –           | 52           | 0,0          |
| Gesamt                                              | Gesamt                        | Gesamt            | 122.921     | 100         | 123.282      | 100          |
|                                                     |                               |                   |             |             |              |              |
| Ungültige Stimmen                                   | Ungültige Stimmen             | Ungültige Stimmen | 1.947       | 1,6         | 1.586        | 1,3          |
| Wähler                                              | Wähler                        | Wähler            | 124.868     | 75,1        | 124.868      | 75,1         |
| Wahlberechtigte                                     | Wahlberechtigte               | Wahlberechtigte   | 166.212     |             | 166.212      |              |
|                                                     |                               |                   |             |             |              |              |
| Quellen: Der Bundeswahlleiter, Kandidaten – Stimmen |                               |                   |             |             |              |              |

### Bundestagswahl 2002
| Kandidaten                                          | Kandidaten                 | Parteien/Listen   | Erststimmen | Erststimmen | Zweitstimmen | Zweitstimmen |
| Kandidaten                                          | Kandidaten                 | Parteien/Listen   | Stimmen     | %           | Stimmen      | %            |
| --------------------------------------------------- | -------------------------- | ----------------- | ----------- | ----------- | ------------ | ------------ |
|                                                     | Stephan Mayergewählt im WK | CSU               | 132.524     | 65,7        | 132.557      | 65,3         |
|                                                     | Ewald Schurer              | SPD               | 50.003      | 24,8        | 41.635       | 20,5         |
|                                                     | Hermann Hager              | GRÜNE             | 10.205      | 5,1         | 13.971       | 6,9          |
|                                                     | Gerald Siegfried Höferer   | FDP               | 6.635       | 3,3         | 8.690        | 4,3          |
|                                                     | –                          | REP               | –           | –           | 1.423        | 0,7          |
|                                                     | –                          | ödp               | –           | –           | 713          | 0,4          |
|                                                     | Johann Werner Scheck       | PDS               | 1.669       | 0,8         | 1.233        | 0,6          |
|                                                     | –                          | BP                | –           | –           | 362          | 0,2          |
|                                                     | –                          | Tierschutz        | –           | –           | 678          | 0,3          |
|                                                     | –                          | GRAUE             | –           | –           | 164          | 0,1          |
|                                                     | –                          | PBC               | –           | –           | 131          | 0,1          |
|                                                     | –                          | NPD               | –           | –           | 371          | 0,2          |
|                                                     | –                          | DIE FRAUEN        | –           | –           | 216          | 0,1          |
|                                                     | –                          | CM                | –           | –           | 162          | 0,1          |
|                                                     | –                          | BüSo              | –           | –           | 58           | 0,0          |
|                                                     | –                          | AUFBRUCH          | –           | –           | 124          | 0,1          |
|                                                     | –                          | Schill            | –           | –           | 436          | 0,2          |
|                                                     | Peter Bablitzka            | Einzelbewerber    | 663         | 0,3         | –            | –            |
| Gesamt                                              | Gesamt                     | Gesamt            | 201.699     | 100         | 202.924      | 100          |
|                                                     |                            |                   |             |             |              |              |
| Ungültige Stimmen                                   | Ungültige Stimmen          | Ungültige Stimmen | 2.635       | 1,3         | 1.410        | 0,7          |
| Wähler                                              | Wähler                     | Wähler            | 204.334     | 82,4        | 204.334      | 82,4         |
| Wahlberechtigte                                     | Wahlberechtigte            | Wahlberechtigte   | 247.852     |             | 247.852      |              |
|                                                     |                            |                   |             |             |              |              |
| Quellen: Der Bundeswahlleiter, Kandidaten – Stimmen |                            |                   |             |             |              |              |

### Bundestagswahl 1998
| Kandidaten                                          | Kandidaten                   | Parteien/Listen     | Erststimmen | Erststimmen | Zweitstimmen | Zweitstimmen |
| Kandidaten                                          | Kandidaten                   | Parteien/Listen     | Stimmen     | %           | Stimmen      | %            |
| --------------------------------------------------- | ---------------------------- | ------------------- | ----------- | ----------- | ------------ | ------------ |
|                                                     | Josef Hollerithgewählt im WK | CSU                 | 108.559     | 58,2        | 99.590       | 53,3         |
|                                                     | Ewald Schurer                | SPD                 | 53.478      | 28,7        | 53.969       | 28,9         |
|                                                     | Heidi Gilch-Streck           | FDP                 | 4.640       | 2,5         | 9.812        | 5,2          |
|                                                     | Uwe Peters                   | GRÜNE               | 7.920       | 4,2         | 9.668        | 5,2          |
|                                                     | –                            | PDS                 | –           | –           | 998          | 0,5          |
|                                                     | –                            | APPD                | –           | –           | 250          | 0,1          |
|                                                     | –                            | BP                  | –           | –           | 1.260        | 0,7          |
|                                                     | Georg Franz Neudecker        | BüSo                | 269         | 0,1         | 84           | 0,0          |
|                                                     | Franz Xaver Bader            | BFB – Die Offensive | 2.298       | 1,2         | 1.545        | 0,8          |
|                                                     | –                            | Chance 2000         | –           | –           | 77           | 0,0          |
|                                                     | –                            | CM                  | –           | –           | 159          | 0,1          |
|                                                     | –                            | DVU                 | –           | –           | 985          | 0,5          |
|                                                     | –                            | GRAUE               | –           | –           | 288          | 0,2          |
|                                                     | Johann Unterstaller          | REP                 | 5.927       | 3,2         | 5.026        | 2,7          |
|                                                     | –                            | DIE FRAUEN          | –           | –           | 137          | 0,1          |
|                                                     | –                            | Pro DM              | –           | –           | 730          | 0,4          |
|                                                     | –                            | MLPD                | –           | –           | 3            | 0,0          |
|                                                     | –                            | Tierschutz          | –           | –           | 612          | 0,3          |
|                                                     | –                            | NPD                 | –           | –           | 129          | 0,1          |
|                                                     | Maximilian Rupert Kerbl      | NATURGESETZ         | 647         | 0,3         | 267          | 0,1          |
|                                                     | Susanne Rita Bachmaier       | ödp                 | 2.066       | 1,1         | 1.315        | 0,7          |
|                                                     | –                            | PBC                 | –           | –           | 104          | 0,1          |
|                                                     | Ulrich Johann Herzog         | Einzelbewerber      | 645         | 0,3         | –            | –            |
| Gesamt                                              | Gesamt                       | Gesamt              | 186.449     | 100         | 187.008      | 100          |
|                                                     |                              |                     |             |             |              |              |
| Ungültige Stimmen                                   | Ungültige Stimmen            | Ungültige Stimmen   | 1.911       | 1,0         | 1.352        | 0,7          |
| Wähler                                              | Wähler                       | Wähler              | 188.360     | 78,7        | 188.360      | 78,7         |
| Wahlberechtigte                                     | Wahlberechtigte              | Wahlberechtigte     | 239.410     |             | 239.410      |              |
|                                                     |                              |                     |             |             |              |              |
| Quellen: Der Bundeswahlleiter, Kandidaten – Stimmen |                              |                     |             |             |              |              |

### Bundestagswahl 1994
| Kandidaten                                                              | Kandidaten                     | Parteien/Listen   | Erststimmen | Erststimmen | Zweitstimmen | Zweitstimmen |
| Kandidaten                                                              | Kandidaten                     | Parteien/Listen   | Stimmen     | %           | Stimmen      | %            |
| ----------------------------------------------------------------------- | ------------------------------ | ----------------- | ----------- | ----------- | ------------ | ------------ |
|                                                                         | Josef Hollerithgewählt im WK   | CSU               | 106.724     | 60,4        | 101.249      | 57,1         |
|                                                                         | Ewald Schurer                  | SPD               | 43.175      | 24,4        | 41.631       | 23,5         |
|                                                                         | Heidi Gilch-Streck             | FDP               | 6.300       | 3,6         | 11.609       | 6,5          |
|                                                                         | Andreas Munt                   | GRÜNE             | 10.087      | 5,7         | 9.792        | 5,5          |
|                                                                         | –                              | PDS               | –           | –           | 755          | 0,4          |
|                                                                         | –                              | BP                | –           | –           | 2.764        | 1,6          |
|                                                                         | Georg Franz Neudecker          | Solidarität       | 775         | 0,4         | 124          | 0,1          |
|                                                                         | –                              | LIGA              | –           | –           | 200          | 0,1          |
|                                                                         | –                              | CM                | –           | –           | 174          | 0,1          |
|                                                                         | –                              | GRAUE             | –           | –           | 431          | 0,2          |
|                                                                         | Max Kerbl                      | NATURGESETZ       | 1.088       | 0,6         | 359          | 0,2          |
|                                                                         | Siegfried Nikolaus Zeh         | REP               | 5.417       | 3,1         | 5.119        | 2,9          |
|                                                                         | –                              | MLPD              | –           | –           | 9            | 0,0          |
|                                                                         | –                              | Tierschutz        | –           | –           | 602          | 0,3          |
|                                                                         | Hermann Anton Josef Hofstetter | ödp               | 3.105       | 1,8         | 2.089        | 1,2          |
|                                                                         | –                              | PBC               | –           | –           | 102          | 0,1          |
|                                                                         | –                              | STATT Partei      | –           | –           | 281          | 0,2          |
| Gesamt                                                                  | Gesamt                         | Gesamt            | 176.671     | 100         | 177.290      | 100          |
|                                                                         |                                |                   |             |             |              |              |
| Ungültige Stimmen                                                       | Ungültige Stimmen              | Ungültige Stimmen | 1.849       | 1,0         | 1.230        | 0,7          |
| Wähler                                                                  | Wähler                         | Wähler            | 178.520     | 77,1        | 178.520      | 77,1         |
| Wahlberechtigte                                                         | Wahlberechtigte                | Wahlberechtigte   | 231.617     |             | 231.617      |              |
|                                                                         |                                |                   |             |             |              |              |
| Quellen: Der Bundeswahlleiter, Stimmen – Der Landeswahlleiter, Ergebnis |                                |                   |             |             |              |              |

## Wahlkreissieger seit 1949
| Wahl | Name               | Partei |
| ---- | ------------------ | ------ |
| 1949 | Georg Mayerhofer   | BP     |
| 1953 | Josef Bauer        | CSU    |
| 1957 | Josef Bauer        | CSU    |
| 1961 | Josef Bauer        | CSU    |
| 1965 | Josef Bauer        | CSU    |
| 1969 | Valentin Dasch     | CSU    |
| 1972 | Karl-Heinz Spilker | CSU    |
| 1976 | Karl-Heinz Spilker | CSU    |
| 1980 | Karl-Heinz Spilker | CSU    |
| 1983 | Karl-Heinz Spilker | CSU    |
| 1987 | Karl-Heinz Spilker | CSU    |
| 1990 | Karl-Heinz Spilker | CSU    |
| 1994 | Josef Hollerith    | CSU    |
| 1998 | Josef Hollerith    | CSU    |
| 2002 | Stephan Mayer      | CSU    |
| 2005 | Stephan Mayer      | CSU    |
| 2009 | Stephan Mayer      | CSU    |
| 2013 | Stephan Mayer      | CSU    |
| 2017 | Stephan Mayer      | CSU    |
| 2021 | Stephan Mayer      | CSU    |

## Wahlkreisgeschichte
| Wahl      | Wahlkreisname | Gebiet |
| --------- | ------------- | --- |
| 1949      | 1 Altötting   | Landkreis Altötting, Landkreis Mühldorf, Landkreis Wasserburg am Inn                                              |
| 1953–1961 | 196 Altötting | Landkreis Altötting, Landkreis Mühldorf, Landkreis Wasserburg am Inn                                              |
| 1965–1972 | 200 Altötting | Landkreis Altötting, Landkreis Mühldorf, Landkreis Wasserburg am Inn                                              |
| 1976      | 200 Altötting | Landkreis Altötting, Landkreis Mühldorf am Inn, Landkreis Erding                                                  |
| 1980–1994 | 199 Altötting | Landkreis Altötting, Landkreis Mühldorf am Inn, Landkreis Ebersberg                                               |
| 1998      | 199 Altötting | Landkreis Altötting ohne die Verwaltungsgemeinschaft Kirchweidach, Landkreis Mühldorf am Inn, Landkreis Ebersberg |
| 2002      | 215 Altötting | Landkreis Altötting ohne die Verwaltungsgemeinschaft Kirchweidach, Landkreis Mühldorf am Inn, Landkreis Ebersberg |
| 2005      | 214 Altötting | Landkreis Altötting, Landkreis Mühldorf am Inn                                                                    |
| 2009–2013 | 213 Altötting | Landkreis Altötting, Landkreis Mühldorf am Inn                                                                    |
| 2017–2021 | 212 Altötting | Landkreis Altötting, Landkreis Mühldorf am Inn                                                                    |
| 2025–     | 211 Altötting | Landkreis Altötting, Landkreis Mühldorf am Inn                                                                    |